# Breitenbach-Haut-Rhin
Breitenbach-Haut-Rhin település Franciaországban, Haut-Rhin megyében. Lakosainak száma 811 fő (2022. január 1.). Breitenbach-Haut-Rhin Luttenbach-près-Munster, Muhlbach-sur-Munster, Sondernach és Stosswihr községekkel határos.

## Népesség
A település népességének változása:
| Lakosok száma | 842  | 838  | 854  | 828  | 826  | 823  | 819  | 813  | 811  |
|               | 2013 | 2015 | 2016 | 2017 | 2018 | 2019 | 2020 | 2021 | 2022 |